# Wegscheid

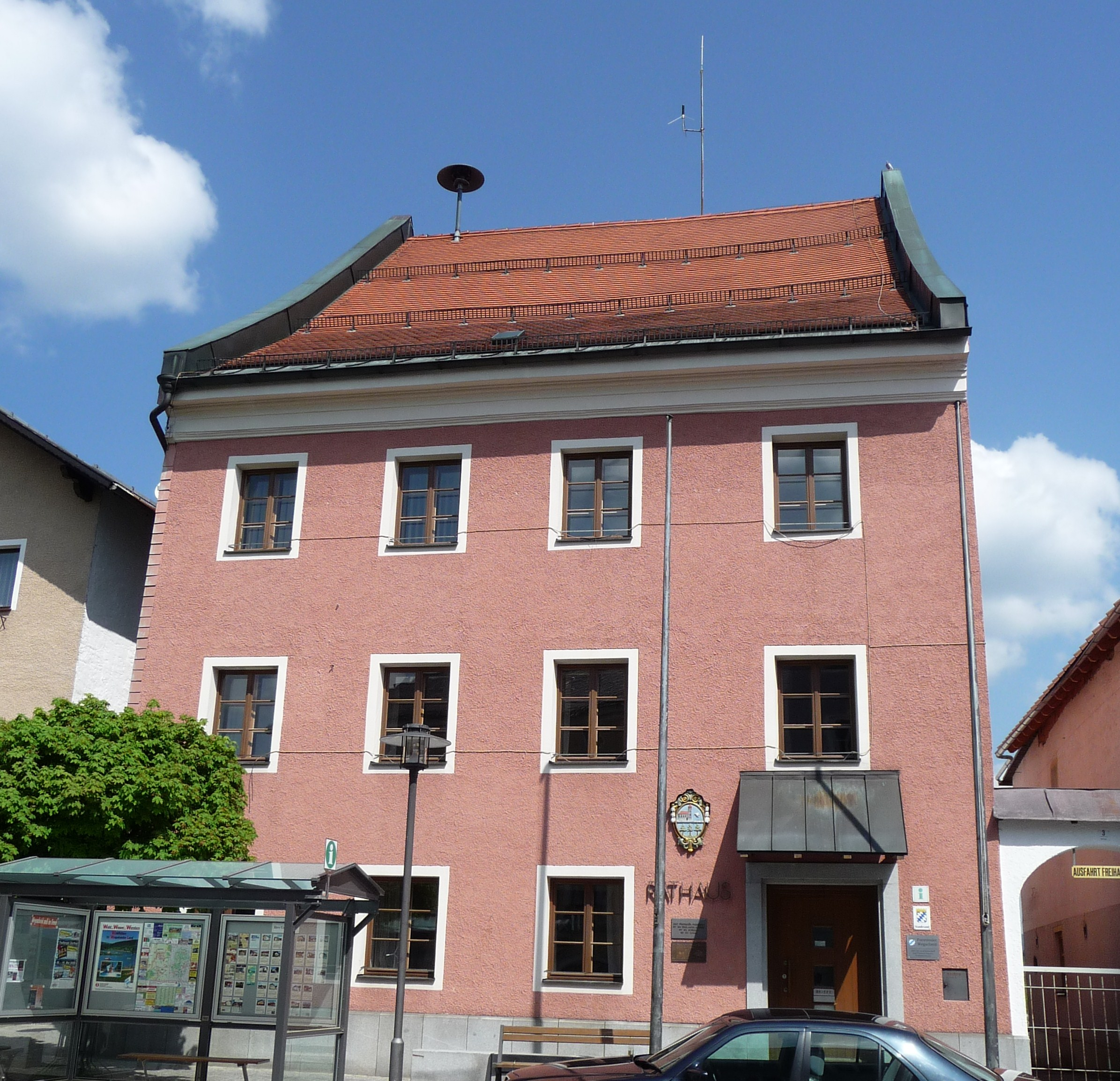
Wegscheid

Wegscheid este o comună-târg din districtul  Passau, regiunea administrativă Bavaria Inferioară, landul Bavaria, Germania.